# Goesti
Goesti (in het Indonesisch: gusti) is een adellijke titel in de oorspronkelijk hindoeïstische vorstendommen in Indonesië. De titel laat zich in het Nederlands vertalen met Heer of Vrouwe. De titel wordt tot op heden nog gevoerd door afstammelingen van de adel in Jogjakarta, Surakarta, Banjarmasin, Kotawaringin Barat, Landak en op Bali.
Bij de Balinezen werd de titel gevoerd door leden van twee kasten: 
- de Vaishya (of: wesja, weca; in het Indonesisch: waisya, wesia) en
- de Kshattriya (of: dewa, in het Indonesisch: kesatria, kesateria).

Bij de Javanen was het de titel van sommige regenten en van degenen die panembahan of pangeran adipati waren. Ook de zonen van de sultan van Jogjakarta en soesoehoenan van Surakarta bij hun hoofdvrouw (padmi) voerden de titel goesti; de dochters bij de hoofdvrouw hebben de titel kangdjeng goesti (in het Indonesisch: kangjeng gusti).